# Saba Javad Bolaghi
Saba Arash Javad Bolaghi (ur. 22 kwietnia 1989 roku) – niemiecki zapaśnik walczący w stylu wolnym. Zajął siódme miejsce na mistrzostwach świata w 2013. Brązowy medalista mistrzostw Europy w 2011. Dziewiąty na Uniwersjadzie w 2013. Trzeci na MŚ juniorów w 2009 roku.
Mistrz Niemiec w 2011, a drugi w 2008 i 2010 roku.